# Virson

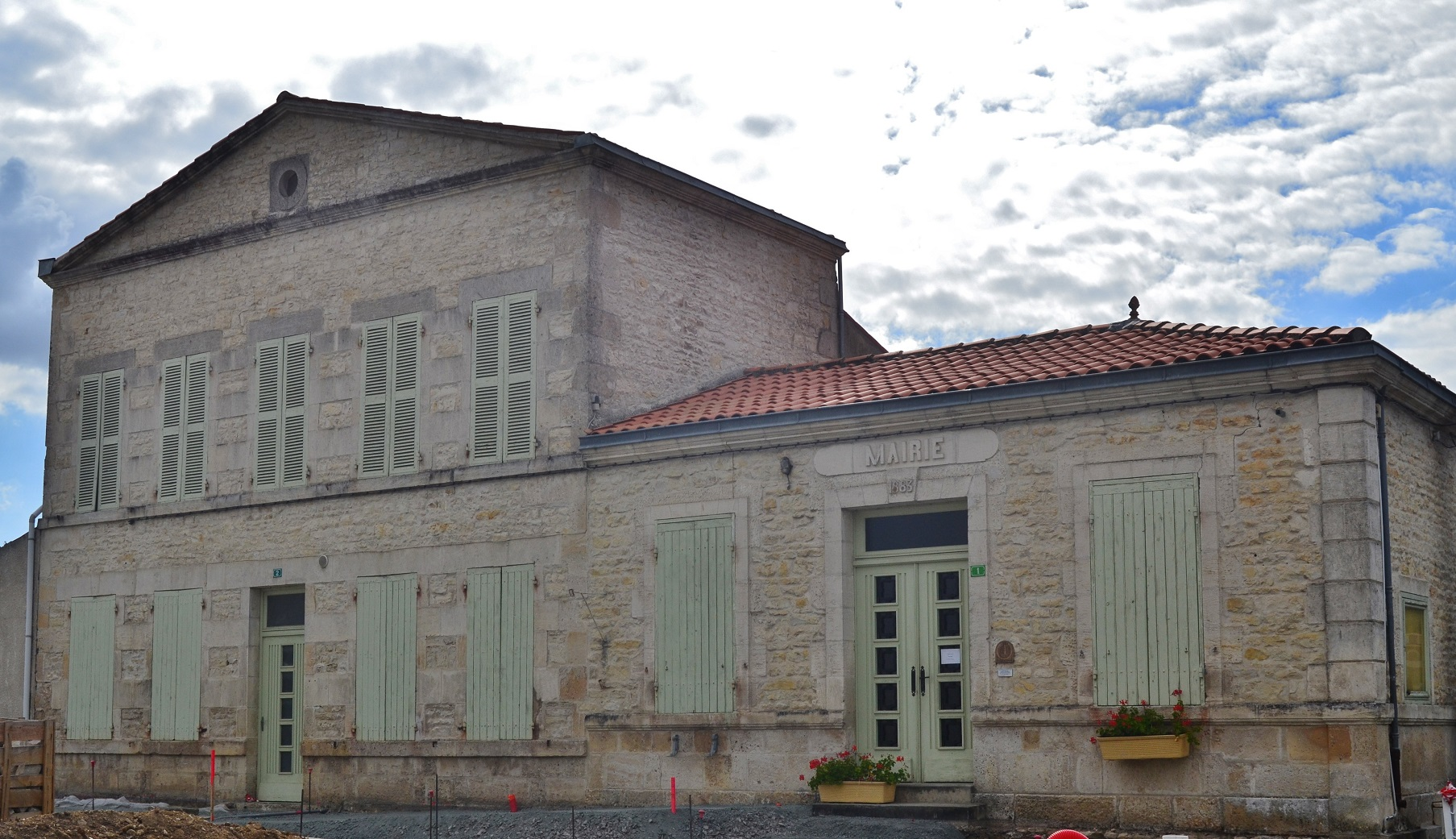
Gemeentehuis

Virson is een gemeente in het Franse departement Charente-Maritime (regio Nouvelle-Aquitaine) en telt 435 inwoners (1999). De plaats maakt deel uit van het arrondissement Rochefort.

## Geografie
De oppervlakte van Virson bedraagt 9,9 km², de bevolkingsdichtheid is 43,9 inwoners per km².
De onderstaande kaart toont de ligging van Virson met de belangrijkste infrastructuur en aangrenzende gemeenten.

## Demografie
Onderstaande figuur toont het verloop van het inwonertal (bron: INSEE-tellingen).